# Waga
Die 575 km lange Waga (russisch Вага) ist der wichtigste linke Nebenfluss der Nördlichen Dwina im Norden des europäischen Teils Russlands.
Die Waga entspringt in einem Sumpfgebiet im Nordosten der Oblast Wologda in etwa 200 m Höhe. Sie fließt, später auf dem Territorium der Oblast Archangelsk, in nördlicher Richtung durch die Waldgebiete des nördlichen Osteuropäischen Tieflandes, bis sie schließlich zwischen Ust-Waga und Beresnik in die Nördliche Dwina mündet (in 13 m über dem Meeresspiegel).
Das Einzugsgebiet der Waga umfasst 44.800 km². 
Beim Dorf Schegowary, etwa 80 km von der Mündung entfernt, beträgt die mittlere Wasserführung 384 m³/s (Minimum im März mit 86 m³/s, Maximum im Mai mit 1804 m³/s). 
Im Unterlauf ist der Fluss etwa 500 m breit, 1 m tief, die Fließgeschwindigkeit beträgt 0,4 m/s. 
Die wichtigsten Nebenflüsse sind von links Wel, sowie von rechts Kuloi und Ustja.
An der Waga liegen die Städte Welsk und Schenkursk. 
Entlang des Mittel- und Unterlaufes verläuft westlich der Waga über etwa 350 Kilometer, auf weiten Strecken in direkter Flussnähe, die Fernstraße M8 Moskau – Archangelsk. 
Bei Welsk wird der Fluss vom westlichen Abschnitt der Petschora-Eisenbahn (Konoscha – Kotlas) überquert.
Die Waga gefriert von Mitte November bis Ende April. 
Sie ist bis zur Mündung der Ustja (bei Ust-Ustja), bei hohem Wasserstand bis Welsk schiffbar.